# Trachylepis variegata
Trachylepis variegata (пістрявий сцинк) — вид сцинкоподібних ящірок родини сцинкових (Scincidae). Мешкає в Південній Африці.

## Поширення і екологія
Західні скельні сцинки мешкають на крайньому південному сході Анголи, в Намібії і Південно-Африканській Республіці. Вони живуть в сухих кам'янистих місцевостях, порослих чагарниковими заростями.